# Iris Law
Iris Tallulah Elizabeth Law (2000. október 25. –) angol modell és színésznő.

## Család, tanulmányok
Édesapja Jude Law színész, édesanyja Sadie Frost színésznő. London északi részén, Primrose Hillben és Highgate-ben nőtt fel. Két testvére van, Rafferty és Rudy, emellett van egy anyai ágú féltestvére és négy apai ágú féltestvére. Keresztanyja Kate Moss brit szupermodell. 2017-ben érettségizett. Textil szakot tanul a Central Saint Martins-ban.

## Karrier
Iris Law karrierje a divatban az Illustrated People nevű márka fotózásával indult, onnan vette fel vele a kapcsolatot egy ügynök; Christopher Bailey őt választotta a Burberry szépségkampányának arcává. Megjelent a Miu Miu üdülőhely 2017-es lookbookjában. Feltűnt Marc Jacobs, La Perla és Stella McCartney, valamint Lacoste, Calvin Klein és Versace reklámjaiban. 2021-ben a Dior Beauty nagykövete lett. Miu Miu A/W 2020 divatbemutatóján debütált a kifutón. Gyermekként már szerepelt a Vogue divatmagazinban.
Iris Law megkapta Soo Catwoman szerepét a Pistol című minisorozatban, ami miatt leborotválta a fejét.

## Fordítás
- Ez a szócikk részben vagy egészben  az   Iris Law című angol Wikipédia-szócikk ezen változatának fordításán alapul.  Az eredeti cikk szerkesztőit annak laptörténete sorolja fel. Ez a jelzés csupán a megfogalmazás eredetét és a szerzői jogokat jelzi, nem szolgál a cikkben szereplő információk forrásmegjelöléseként.